# Emmanuel Kenmogne
Emmanuel Kenmogne, né le 2 septembre 1980 à Bafoussam, est un footballeur camerounais qui évolue au poste d'attaquant.

## Biographie

### En club
Kenmogne commence sa carrière avec le club local, le Sable FC, pour lequel il  joue dans la ligue des champions de la CAF 2000.
Il ensuite rejoint Africa Sports de Côte d'Ivoire. Il déménage en Belgique en 2002, où il joue pour R.A.A. Louviéroise et R.A.E.C. Mons en première division Belge, avant de rejoindre Royal Antwerp.

## Palmarès
- Avec le Sable Batié
  - Champion du Cameroun en 1999
  - Vainqueur de la Supercoupe du Cameroun en 1999

- Avec le R.A.A. Louviéroise
  - Vainqueur de la Coupe de Belgique en 2003